# Facultad de Arquitectura y Planificación de la Universidad Estatal Ball
La Facultad de Arquitectura y Planificación de la Universidad Estatal Ball, también conocida como CAP, es una facultad académica de la Universidad Estatal Ball en Muncie, Indiana, que ofrece títulos en Arquitectura, Arquitectura paisajista, Planificación Urbana, Preservación Histórica, Diseño Urbano, Gestión de la Construcción y Diseño de Interiores, y es la única escuela de arquitectura asistida por el estado de Indiana.
El 12 de junio de 2019, el consejo de administración de la Universidad Estatal Ball aprobó cambiar el nombre de la Facultad de Arquitectura y Planificación en honor al exalumno R. Wayne Estopinal, quien formó parte del consejo de administración de la universidad desde 2011 hasta su muerte en 2018.

## Historia
A mediados de la década de 1960, la Asamblea General de Indiana aprobó el desarrollo de un programa de arquitectura asistido por el estado en lo que entonces era Ball State Teacher's College. El 23 de marzo de 1965, la base de la Facultad de Arquitectura y Planificación abrió sus puertas en un arsenal naval de reserva reconvertido justo al norte del sitio del actual edificio CAP. CAP comenzó con cuatro instructores y solo ofrecía carreras en Arquitectura. En 1972, se construyó la parte oeste del edificio existente y se agregó una adición en 1980.

## Programa de primer año
En la Facultad de Arquitectura y Planificación, todos los estudiantes de nivel inicial están sujetos a un curso de estudio común. Los estudiantes que ingresan al programa de primer año tomarán clases de introducción a las profesiones de arquitectura, arquitectura paisajista y planificación urbana. Los estudiantes también deberán tomar cuatro cursos: dos estudios de diseño y dos clases de medios de comunicación de diseño. CAP 101 y CAP 102 son cursos de estudio de diseño para introducir el diseño y la planificación ambiental. CAP 161 y CAP 162 son cursos de medios de diseño que desarrollan la comunicación de ideas de los estudiantes a través de diagramas, ilustraciones y otras formas de medios. Dependiendo de cuándo un estudiante comience sus clases CAP 101 y 161, el estudiante será Farchy, Sparchy o AEP. Estos nombres los originaron los estudiantes: Farchys comienzan sus clases de diseño en el otoño, Sparchys en la primavera y AEP (Programa de ingreso acelerado) tienen sus clases de diseño durante las sesiones de verano. La primera promoción de 32 estudiantes se graduó en 1971.

## Ranking y reconocimientos

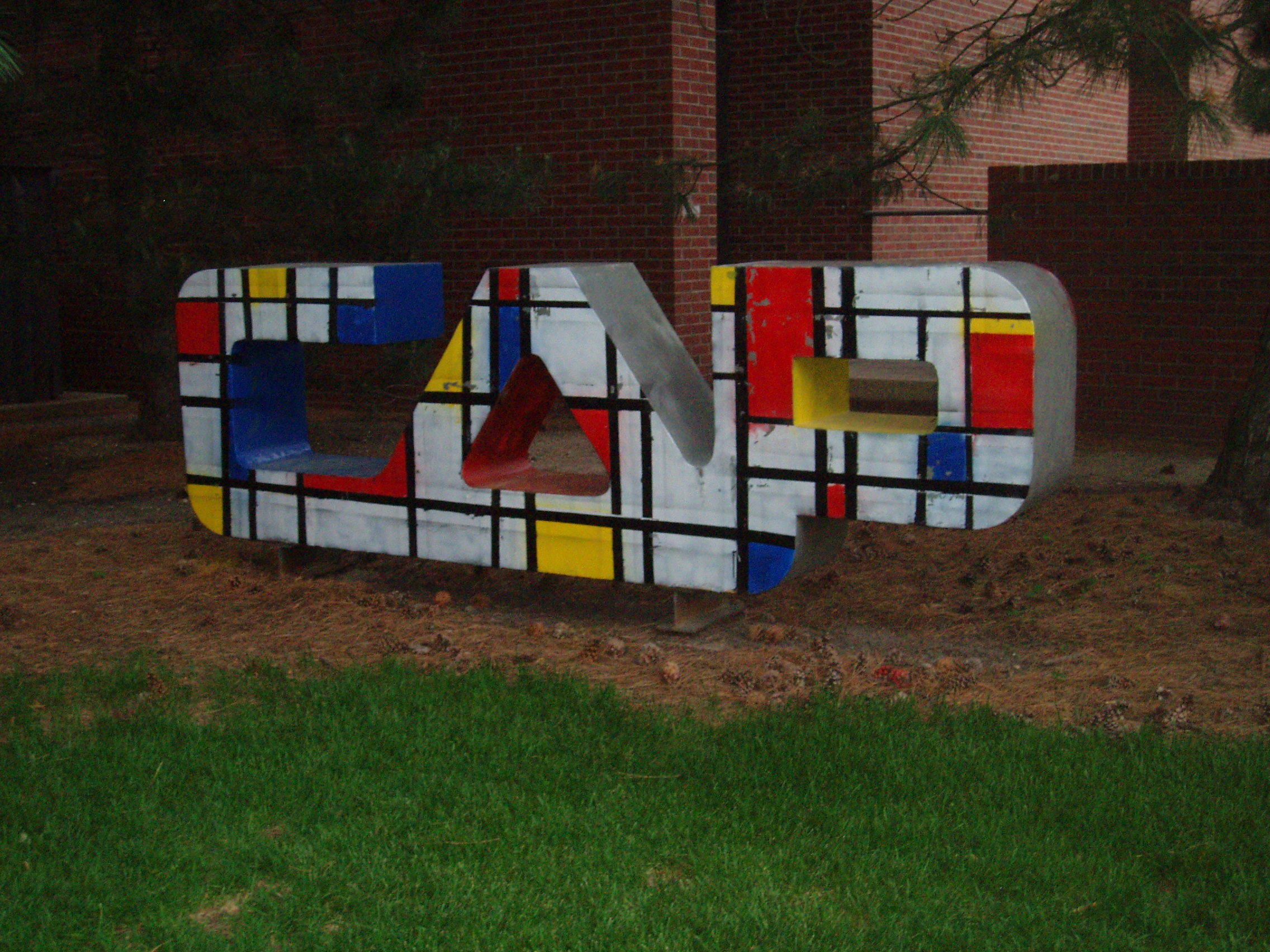
Por tradición, el "letrero CAP", en la intersección de las avenidas Neely y McKinley, luce un nuevo esquema de pintura cada año académico

- La arquitectura, la arquitectura paisajista y la planificación urbana se combinan en una facultad de diseño, y Ball State es única en el suministro de estudios para la planificación urbana.
- Varios miembros de la facultad de CAP han sido nombrados becarios, presidentes, funcionarios o miembros de la junta de organizaciones profesionales nacionales.

Arquitectura
- El Departamento de Arquitectura se clasificó entre los 15 mejores programas de arquitectura del país en el Almanaque de Arquitectura y Diseño de 2003. Las clasificaciones se basaron en las experiencias de contratación de las principales firmas de arquitectura de EE. UU., que citaron programas que produjeron los graduados más profesionales y mejor preparados en los últimos cinco años.
- Ball State fue citado como un modelo nacional para la educación y la práctica de la arquitectura en un informe especial de la Fundación Carnegie para el Avance de la Enseñanza.
- Ball State es tres veces ganador del Premio de Honor a la Educación del Instituto Estadounidense de Arquitectos (AIA)
- Los Proyectos Basados en la Comunidad ganaron un Premio del Programa de Diseño Comunitario nacional de la Asociación de Escuelas Universitarias de Arquitectura por combinar la educación "en el campo" con el servicio público.

Arquitectura del Paisaje
- En su edición de 2009 de "Las mejores escuelas de arquitectura y diseño de Estados Unidos", la revista DesignIntelligence clasificó el programa de arquitectura paisajista de pregrado de Ball State en el octavo lugar en la nación y su programa de arquitectura paisajista de posgrado en quinto lugar.
- La edición de 2007 de "Las mejores escuelas de arquitectura y diseño de Estados Unidos" nombró a Malcolm Cairns, FASLA, profesor de arquitectura paisajista y expresidente de arquitectura paisajista, como uno de los educadores de arquitectura paisajista del año 2007.[4]

Urbanismo
- Muncie Urban Design Studio se convirtió en el único estudio universitario que aparece en un catálogo nacional en línea de diseños de viviendas asequibles, y MUDS ha compartido el premio de conservación superior de Indiana.[5]
- Planetizen 2007 Guide to Graduate Urban Planning Programs clasificó a Ball State's Historic Preservation en el séptimo lugar entre otros títulos de preservación.
- Planetizen 2007 Guide to Graduate Urban Planning Programs clasificó al programa de planificación urbana de Ball State en el puesto 17 a nivel nacional.[6]

## Extensiones

### CAP:IC
En 2001, la Facultad de Arquitectura y Planificación abrió el Centro de Indianápolis (CAP:IC), un centro de diseño universitario, en el centro de Indianápolis. El Centro brinda oportunidades de aprendizaje inmersivo para los estudiantes mientras trabajan en proyectos comunitarios. El objetivo principal del centro es ayudar a cambiar y recuperar espacios urbanos y hacer modelos de vida urbana sostenible. Allí se imparten los programas de Maestría en Diseño Urbano y el Certificado de Posgrado en Desarrollo Inmobiliario de la Universidad. En 2006, CAP:IC se convirtió en socio del Ball State Indianapolis Center más grande. En 2016, CAP se mudó del Centro de Indianápolis de Ball State University para tener más espacio y mejor acceso a los socios en su nueva ubicación en la Plataforma frente al edificio City-County (oficinas de vivienda del alcalde, DMD y otros departamentos de la ciudad).
Grandes eventos
- Sesión Regional del Instituto de Alcaldes sobre Diseño de Ciudad, 2017
- Instituto Nacional de Liderazgo AIA, sede regional, 2016

#### Proyectos CAP:IC
- Plan de Visión de la Calle Este de Washington
- Pautas de diseño del Centro Regional de Indianápolis
- Speedway Speedzone Development: desarrollo para las áreas justo al sur de Indianapolis Speedway
- Taller del vecindario de Historic Meridian Park
- Parque Alice Carter Place
- Estudio de reutilización de Herron
- Plan del vecindario histórico de Irvington
- Plan de Vecindario de UNWA
- Estudio de Reutilización del Estado Central
- Plan del Centro Regional de Indianápolis 2020

#### Premios
- Premio Visión Cultural NUVO, NUVO Newsweekly, 2004
- Premio al Logro en Educación Digital, Centro de Educación Digital, 2004
- Premio de Planificación Hoosier, Capítulo de Indiana de la Asociación Estadounidense de Planificación, 2009
- Premio Nacional de Planificación, Asociación Estadounidense de Planificación, 2010

### CAP Asia
CAP Asia es un estudio de campo de diez semanas que se ofrece durante el semestre de primavera de cada dos años. Los estudiantes de posgrado y pregrado viajan mucho por muchos países y ciudades del sur de Asia trabajando "mano a mano con escuelas, profesionales y educadores locales" en proyectos colaborativos arraigados tanto en el diseño como en la planificación. Nihal Perera es el director de este programa. El programa es posible gracias a la iniciativa de aprendizaje inmersivo de la Universidad Estatal Ball que fue implementada por la expresidenta de la universidad, JoAnn Gora.